# Jadwiga Janus
Jadwiga Janus (Stadnicka Wola, 1931. október 21. – 2019. március 9.) lengyel szobrász.

## Életútja
1957-ben a Krakkói Képzőművészeti Akadémián szerzett mesterfokozatot. Több mint fél évszázadig Łódźban élt és alkotott. Főleg bronzból, alumíniumból, fából, kőből és kerámiából készült szobrokat hozott létre. Ő alkotta a második világháború gyermek vértanúinak emlékművét, a Pęknięte Serce-t (megtört szív) Łódźban, amelyet 1971. május 9-én avattak fel a fasizmus elleni győzelem 26. évfordulóján. 2002-ben Łódź legnagyobb kórházában avatták fel újabb alkotását, Kopernikusz mellszobrát. A szobrászaton kívül festészettel és rajzolással is foglalkozott. Férje Albin Łubniewicz (1910–1986) festőművész volt.

## Díjai
- Gloria Artis-rend ezüst érdemrendje (2009)

## Szobrai

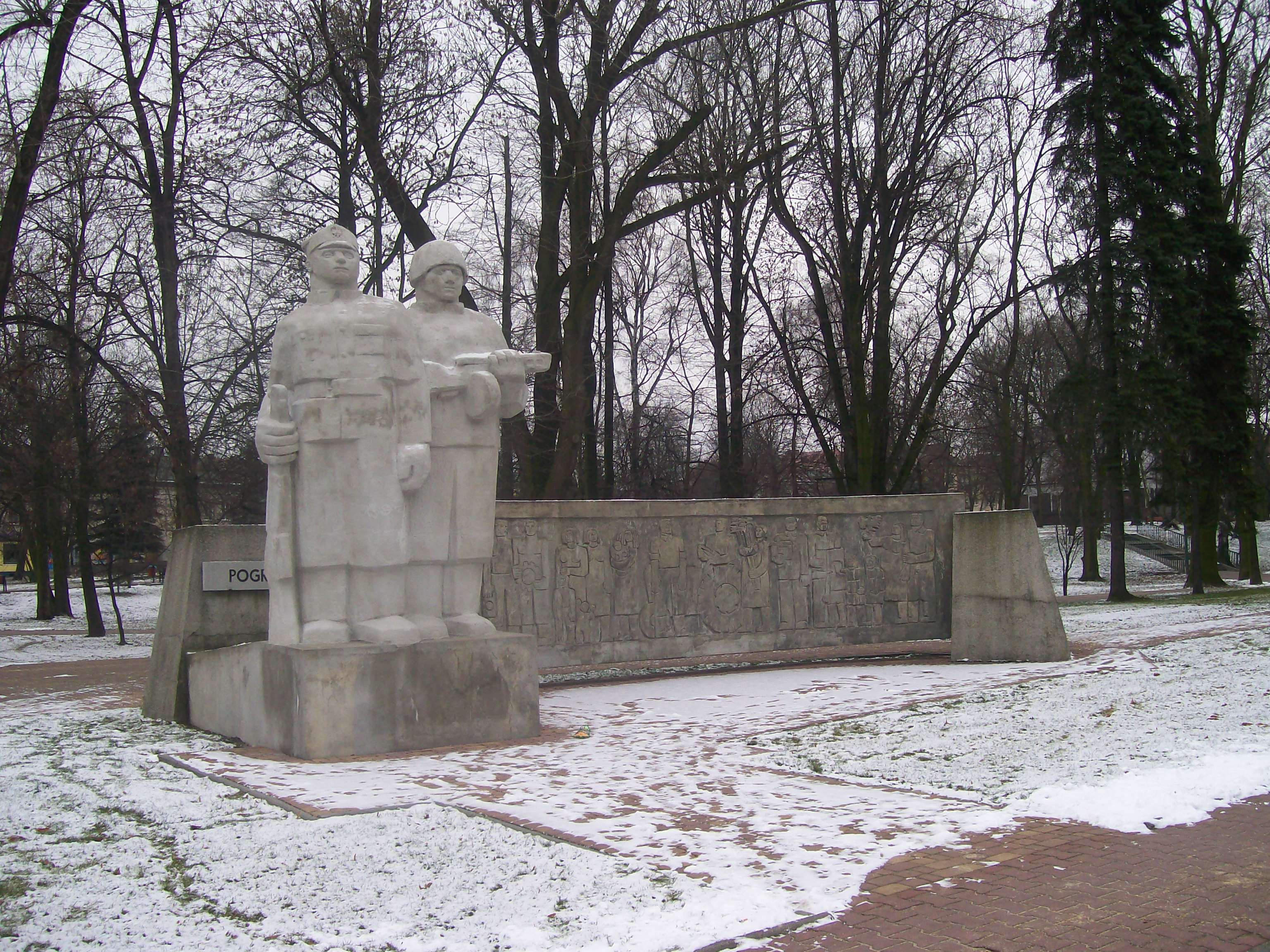
A nácizmus legyőzőinek emlékműve, 1966, Wieluń
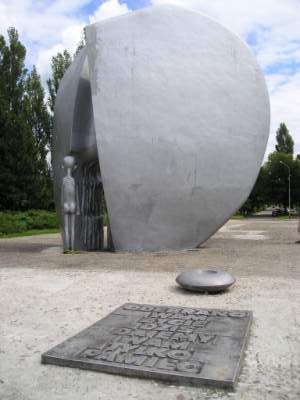
Gyermekmártírok emlékműve (Pęknięte Serce), 1971, Łódź
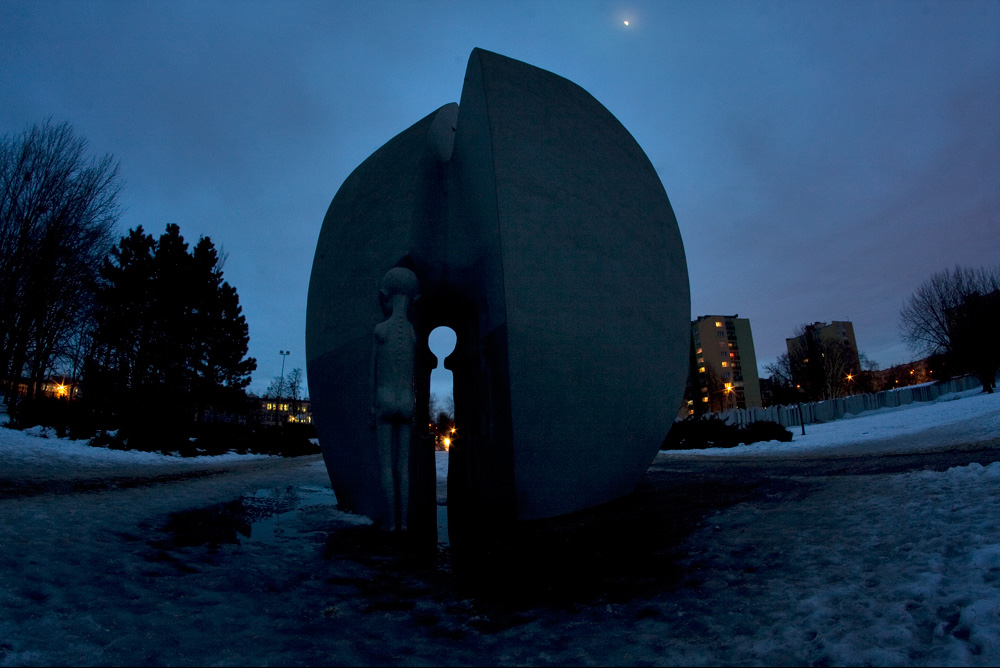
Pęknięte Serce (Megtört szív), 1971, Łódź
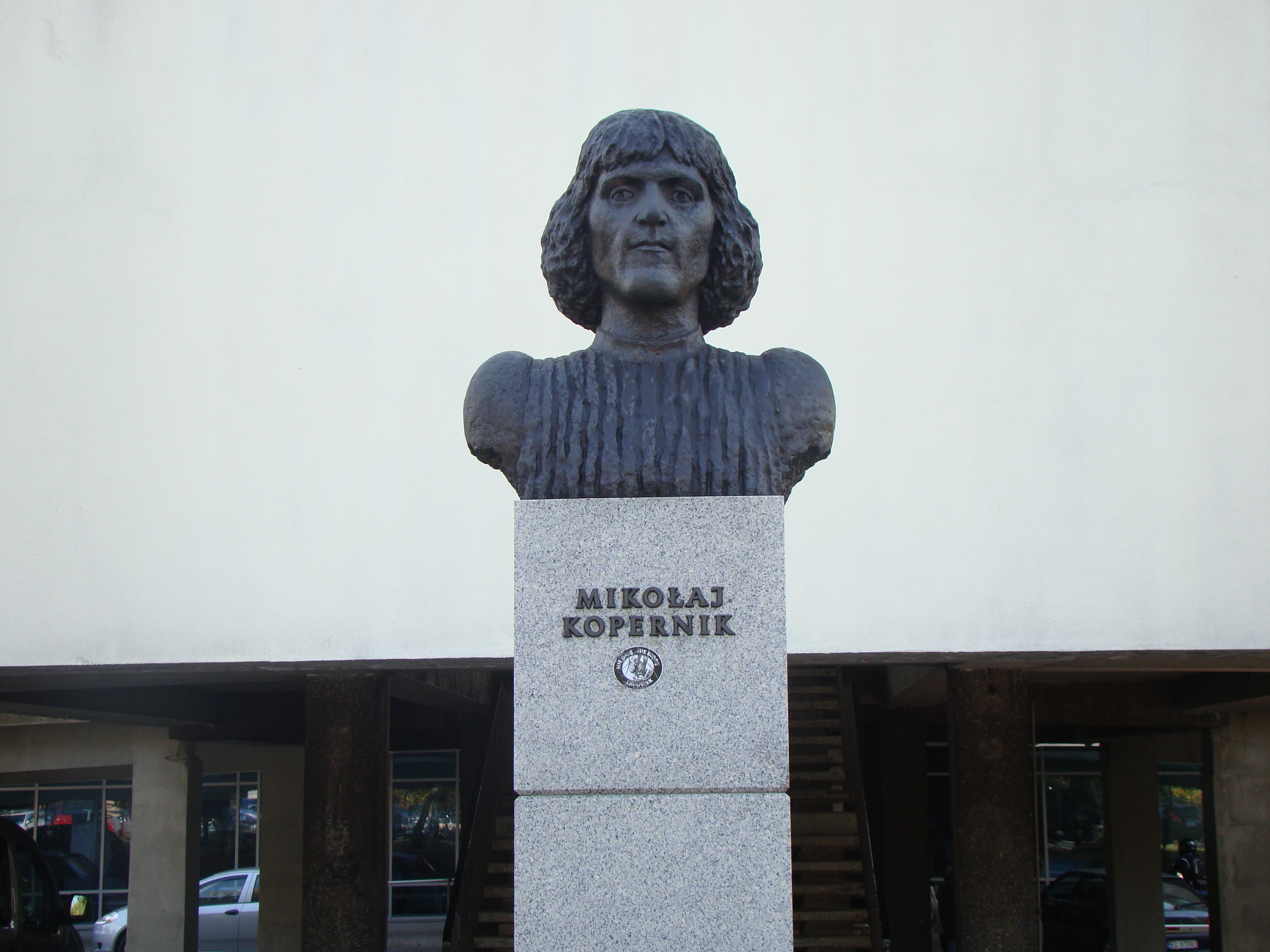
Kopernikusz bronz mellszobra, 2002, Łódź

## Kiállításai

### Egyéni
- Oldenburg Galéria, Oldenburg (1972)
- Kortárs Művészeti Szalon, Łódź (1975)
- Koszykowa Kortárs Művészeti Galéria, Varsó (1975)
- Zollner Galéria, Bréma (1978)
- La Petite Galerie, Bréma (1978)
- Muzeum im. Xawerego Dunikowskiego, Królikarnia, Varsó (1980)
- Lengyel Kulturális Központ, Budapest (1981)
- Ignis Galéria, Köln (1987)
- Galéria 86, Łódź (1991)
- Manhattan Galéria, Łódź (1993)
- Muzeum Nadwiślańskie, Kazimierz Dolny (1994)
- ZPAP Galéria, Białystok (1995)
- Łódźi Városi Művészeti Galéria, Łódź (1997)
- ZPAP Galéria, Varsó (1999)
- BWA Galéria, Bydgoszcz (2001)
- A lengyel szobrászat központja, Orońsko (2004)
- ASP Galéria, Łódź (2005)
- Art Propaganda Center, Łódź (2007)
- Művészetek Palotája, Krakkó (2007)
- Galeria Rogatka, Radom (2008)
- A kortárs szobrászmúzeum a lengyel szobrászat központjában, Orońsko (2009)
- Łódźi Városi Művészeti Galéria, Łódź (2017)

### Csoportos
- Grafika és szobrászat kiállítás, Varsó (1965)
- A lengyel szobrászati plein-airs, Kielce (1966)
- Nemzetközi kerámiaverseny, Faenza (1973)
- Szabadtéri szobrászat, Łódź (1973)
- Országos szobrász kiállítás, Sopot (1973)
- La medaglia polacco contemporanea, Museo Archeologica, Milánó (1973–74)
- Neue Formrn és Tendenzen in der gegenwärtigen polnischen Medaillerkunst, Dortmund (1975)
- Soucasne polske medaillerstvi, Nemzeti Galéria, Prága (1976)
- Trendek és személyiség. Országos szobrászkiállítás a Lengyel Népköztársaság 35 éves évfordulóján, Varsó (1974–79)
- Gondolat és anyagok, Regionális Múzeum, Radom (1980)
- ZPAP Őszi Szalon, Łódź (2000, 2002)
- Space Gallery, Krakkó (2005)